# Македонский, Стефан
Стефа́н Спи́ров Македо́нский (болг. Стефан Спиров Македонски; 25 марта 1885, Сливен, Княжество Болгария, ныне Болгария — 31 мая 1952, София, Болгария) — болгарский оперный певец (тенор), оперный режиссёр и педагог. Народный артист НРБ.

## Биография
С 1902 года жил в России, где в 1904—1910 годах учился в Московской консерватории. Параллельно в 1908—1911 годах выступал в Оперном театре Зимина. В 1911 году, по возвращении на родину, дебютировал на сцене Болгарского оперного товарищества в Софии, которое с 1922 года стало называться Софийская народная опера. Совершенствовался в вокальном искусстве в Париже и Берлине. В 1922—1933 годах исполнял ведущие партии в театрах Болгарии. Много гастролировал за границей. В 1930—1932 годах — художественный руководитель оперного театра в Варне. В 1934—1937 годах — режиссёр Передвижного народного театра. В 1936 году закончил исполнительскую деятельность. В 1948—1952 годах был директором Государственного музыкального театра. Член БКП с 1945 года.

## Память
- В 1952 году его имя присвоено Государственному музыкальному театру, чьим директором он был.

## Партии
- «Пиковая дама» Чайковского — Герман
- «Евгений Онегин» Чайковского — Ленский
- «Кармен» Бизе — Хозе
- «Самсон и Далила» Сен-Санса — Самсон
- «Отелло» Верди — Отелло
- «Аида» Верди — Радамес
- «Травиата» Верди — Альфред
- «Риголетто» Верди — Герцог
- «Паяцы» Леонкавалло — Канио
- «Сельская честь» Масканьи  — Туридду
- «Вертер» Массне — Вертер
- «Гугеноты» Мейербера — Рауль
- «Сказки Гофмана» Оффенбаха — Гофман
- «Фауст» Гуно — Фауст
- «Царская невеста» Римского-Корсакова — Лыков
- «Фра-Дьяволо» Обера — Фра Дьяволо
- «Мадам Баттерфляй» Пуччини — Бенджамин Пинкертон
- «Тоска» Пуччини — Каварадосси
- «Далибор» Сметаны — Далибор
- «Жидовка» Галеви — Элеазар
- «Долина» д’Альбера — Педро
- «Федора» Джордано — Лорис
- «Вольный стрелок» Вебера — Макс
- «Тангейзер» Вагнера — Тангейзер
- «Борислав» Атанасова — Кир Тодор

## Награды
- 1948 — Народный артист НРБ
- 1950 — Димитровская премия